# Thomas FitzGerald, II conte di Kildare
Thomas FitzGerald, II conte di Kildare (... – Maynooth, 9 aprile 1328), è stato un nobile irlandese e il lord Justice di Irlanda.

## Biografia
Era il figlio maggiore di John FitzGerald, I conte di Kildare, lord di Offaly, e di sua moglie Blanche de La Roche, figlia di John de La Roche, lord Fermoy.
Fu comandante di un esercito di 30.000 uomini per combattere Edward Bruce e gli scozzesi. Ma egli fu sconfitto e ucciso nel 1318, mettendo fine al regno scozzese in Irlanda.
Nel 1320 fu nominato lord Justice di Irlanda, carica riconfermata nel febbraio 1326, e la mantenne fino alla sua morte, avvenuta due anni dopo a Maynooth.
Venne sepolto nel convento francescano di Kildare.

## Matrimonio
Il 16 agosto 1312 sposò Joan de Burgh, terza figlia di Richard de Burgh, II conte di Ulster. Ebbero tre figli:
- John FitzGerald (1314-1323)
- Richard FitzGerald, III conte di Kildare (1317 - 7 luglio 1329)
- Maurice FitzGerald, IV conte di Kildare